# Awut Deng Acuil

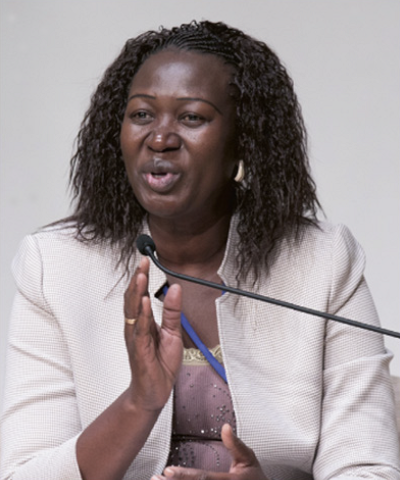
Awut Deng Acuil

Awut Deng Acuil ist eine Politikerin im Südsudan. Sie war Außenministerin von August 2019 bis März 2020.

## Leben
Awut Deng ist die Tochter von Deng Achuil. Der Stamm ihres Vaters lebte an der Grenze der Siedlungsgebiete von Nuer und Dinka.
Awut hat einen Abschluss in Political Sciences der Catholic University of Eastern Africa.

### Karriere
Awut Deng begann ihre Karriere mit Friedensbemühungen. Sie nahm Teil an der Friedensinitiative des New Sudan Council of Churches. Sie war eine der treibenden Kräfte der Wunlit Peace Conference 1999 zwischen den Nuer und Dinka. Von 2000 bis 2002 bereiste Awut Deng die Welt um bei verschiedenen Staatsmännern und Organisationen für Friedensbemühungen im Südsudan zu werben. Sie wurde 2002 mit dem Interaction Humanitarian Award ausgezeichnet.
Sie beteiligte sich an den Friedensgesprächen in Kenia von 2002 bis 2004, welche zu dem Comprehensive Peace Agreement 2005 führten. Von 2005 bis 2010 war sie dann ernanntes Mitglied der Southern Sudan Legislative Assembly in Juba. Sie diente auch als Beraterin des Präsidenten zu Gender und Menschenrechten von 2005 bis 2009. Deng ist Mitbegründerin der Sudanese Catholic Bishops Regional Conference, der Sudanese Women’s Association in Nairobi und der Sudanese Women’s Voice for Peace.
Awut Deng diente dann 2009 bis 2011 als Minister of Labor and Public Service des Südsudan in Nachfolge von David Deng Athorbe.
Sie wurde am 10. Juli 2011 erneut ins Kabinett des Südsudan berufen. Sie wurde am 14. September 2011 als Ministerin für Arbeit und Öffentlichen Dienst berufen. In dem neuen Kabinett vom April 2016 wurde Acuil Minister of Gender, Child and Social Welfare (Ministerin für Gender, Kinder und Sozialwesen).
Von August 2019 bis März 2020 war Awut Deng Außenministerin, dann wurde sie durch Beatrice Wani-Noah ersetzt. Sie wurde stattdessen als Minister for General Education and Instruction ernannt.

## Weitere Engagements
- Global Partnership for Education (GPE), Mitglied des Board of Trustees (seit 2020)[9]